# Октябрьский (Копейск)
Октя́брьский — бывший посёлок городского типа в Челябинской области России. В 2004 году вошёл в состав Копейска.

## География
Расположен на юге Западно-Сибирской равнины, к западу от озера Синеглазово, села Синеглазово.

## История
Образован в 1958 году. Посёлок возник на базе шахты «3-я Калачёвская», которая в 1972 году, в ознаменование 55-летия Великого Октября, была переименована в шахту «Октябрьская».
В 1974 году была основана Птицефабрика Челябинская.

## Население
| 1983 | 1989  | 2002    | 2003    |
| ---- | ----- | ------- | ------- |
| 6335 | ↗8004 | ↗10 272 | ↗10 300 |

## Инфраструктура
Экономика
В 1,5 километрах от центра посёлка расположена Птицефабрика Челябинская.
С 2008 года возводится новый микрорайон «Премьера».
Культура
Дом культуры имени Лермонтова в посёлке Октябрьском был открыт в 1962 году. За 45 лет директорами дома культуры работали Елсуков Владимир Терентьевич, Андреев Вячеслав Степанович, Попова Наталья Андреевна.
Образование
В посёлке действует средняя общеобразовательная школа № 2 (с 5 по 11 класс) и филиал (с 1 по 4 класс).

## Транспорт
С Челябинском соединён автобусом № 117; № 187 и маршрутным такси № 302. C Копейском маршрутом № 217 и № 26

## Улицы
На территории Октябрьского находится 22 улицы.